# Elf Morgen
Elf Morgen ist ein Wohnplatz auf der Gemarkung des Lauda-Königshofener Stadtteils Gerlachsheim im Main-Tauber-Kreis im fränkisch geprägten Nordosten Baden-Württembergs.

## Geographie
Elf Morgen liegt etwa 500 Meter nordöstlich von Gerlachsheim am Rand des Grünbachtals. Weitere umgebende Orte sind Grünsfeld nach etwa 3 Kilometern im Nordnordosten und Kützbrunn nach etwa 2,5 Kilometern im Osten.

## Geschichte
Auf dem Messtischblatt Nr. 6424 „Königshofen“ von 1881 war der Ort noch völlig unbesiedelt.
Der Wohnplatz kam im Rahmen der Gebietsreform in Baden-Württemberg als Teil der ehemals selbständigen Gemeinde Gerlachsheim am 1. Januar 1974 zur Stadt Lauda. Am 1. Januar 1975 vereinigte sich wiederum die Stadt Lauda mit der Stadt Königshofen und der Gemeinde Unterbalbach zur Stadt Lauda-Königshofen.

## Verkehr
Der Ort ist über die Würzburger Straße zu erreichen, die nach dem Gerlachsheimer Ortsausgang in Richtung Grünsfeld auch als L 511 bezeichnet wird. Etwa 100 Meter oberhalb des Wohnplatzes verläuft die Waldstraße als Ortsverbindungsweg von Gerlachsheim in Richtung Kützbrunn.